# Saint-Gelven
Saint-Gelven (bretonisch Sant-Jelven) ist eine Ortschaft und eine Commune déléguée in der französischen Gemeinde Bon Repos sur Blavet mit 317 Einwohnern (Stand: 1. Januar 2022)  im Département Côtes-d’Armor in der Region Bretagne. Die Einwohner werden Saintgelvenois(es) genannt.

## Geographie
Saint-Gelven liegt etwa 40 Kilometer südwestlich von Saint-Brieuc an der südlichen Grenze des Départements Côtes-d’Armor.

## Geschichte
Die Gemeinde entstand 1850 aus Teilen der Gemeinde Laniscat. Sie schloss sich am 1. Januar 2017 mit Lanicat und Perret zur Commune nouvelle Bon Repos sur Blavet zusammen. Sie gehörte zum Arrondissement Guingamp und zum Kanton Rostrenen. Zudem war die Gemeinde Mitglied des 1993 gegründeten Gemeindeverbands Kreiz-Breizh.

### Bevölkerungsentwicklung

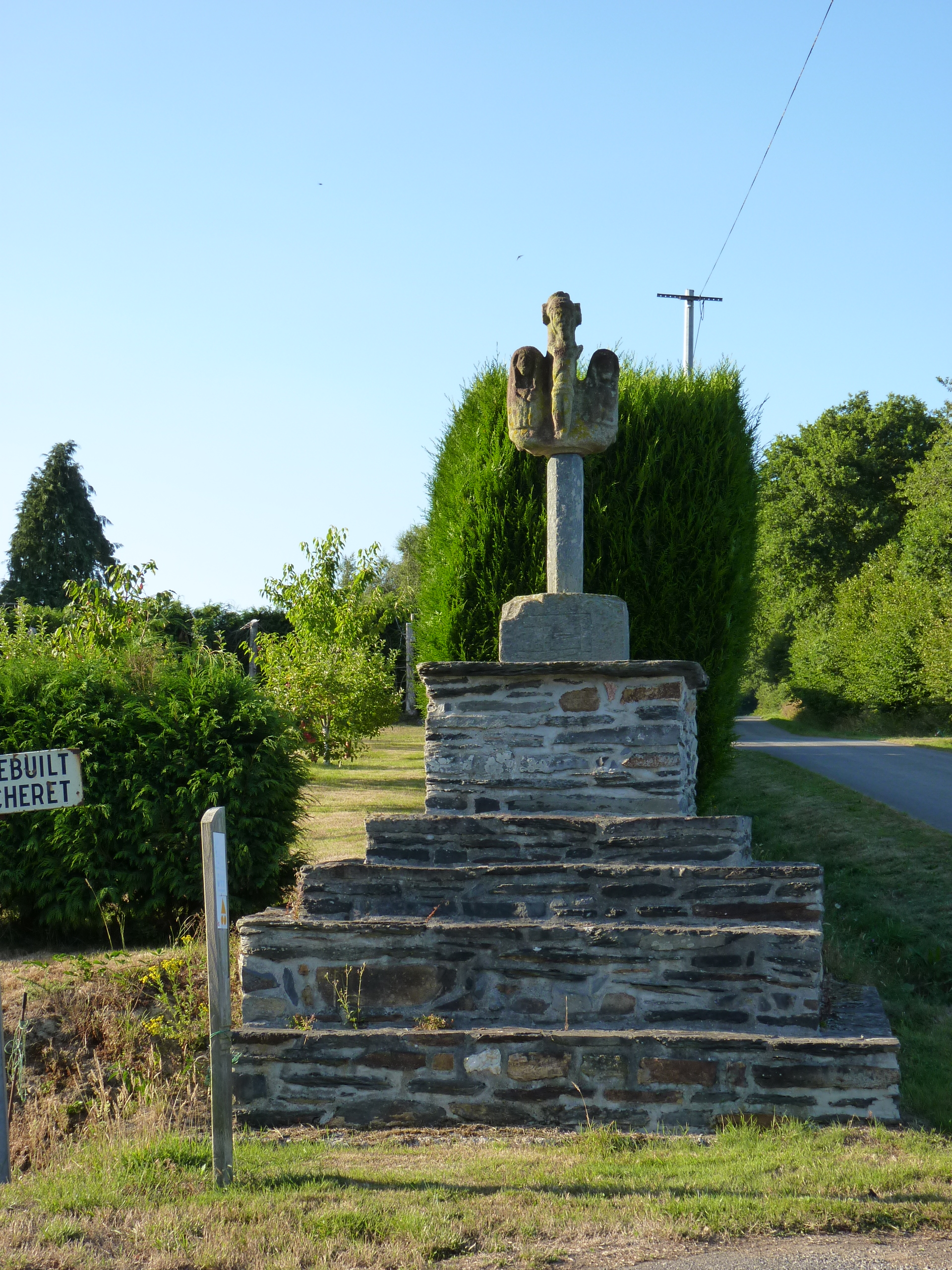
Croix de Kerdrebuil, Monumentalkreuz, Monument historique

| Jahr                       | 1851 | 1856 | 1861 | 1911 | 1921 | 1962 | 1968 | 1975 | 1982 | 1990 | 1999 | 2006 | 2012 |
| Einwohner                  | 870  | 761  | 764  | 974  | 851  | 525  | 494  | 456  | 436  | 332  | 318  | 309  | 318  |
| Quellen: Cassini und INSEE |      |      |      |      |      |      |      |      |      |      |      |      |      |